# Walter Hanke
Walter Hanke (auch: Richard Hanke, * 18. März 1910 in Breslau; † 2. September 1980 in Ingolstadt) war ein deutscher Fußballspieler.

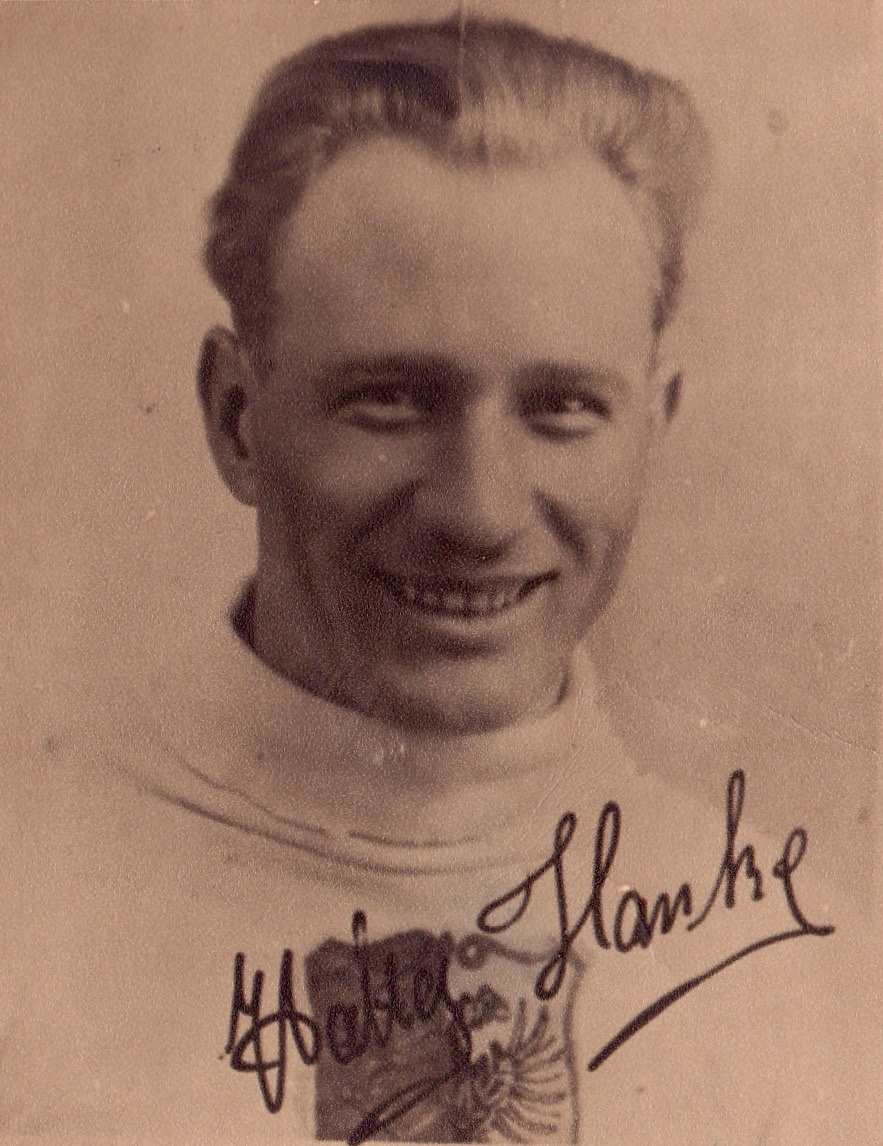

## Laufbahn
Der Stürmer im damaligen „Offensiven System“ war Modelltischler von Beruf. Er begann seine Laufbahn beim Breslauer FV 06 und erreichte mit seinem Verein in der Saison 1930/31 in Südostdeutschland die Endrunde. Dort belegte er mit den Blau-Weißen nach einem Entscheidungsspiel gegen den Lokalrivalen Breslauer SC 1908 (6:3) den zweiten Platz. Der 20-jährige Angreifer kam am 2. November 1930 in Breslau gegen Norwegen zu seinem einzigen Länderspiel. Er wurde in der 46. Minute für den verletzten Karl Hohmann eingewechselt. In der 55. Minute brachte er die deutsche Nationalmannschaft mit 1:0 in Führung. Beim 1:1-Unentschieden debütierten an der Seite von Spielführer Richard Hofmann auch noch Hans Jakob, Erich Kauer und Josef Wendl.
Am 11. Januar 1931 vertrat er an der Seite von Fritz Langner (VfB Breslau) im Wettbewerb des Bundespokal die Farben von Südost beim Spiel gegen Mitteldeutschland.
Im Juli 1931 wechselte Hanke zum Wiener AC in Österreich. Von Januar 1932 bis 1935 spielte er beim DSV Saaz in der Tschechoslowakei und erzielte beim Meister des DFVfB in den ersten zehn Monaten nach Zeitungsberichten bereits 102 Tore. In der Saison 1934/35 wurde er kurzzeitig an den SK Prostějov verliehen. Danach wechselte er nach Frankreich, wo er ab 1935 je zwei Saisons beim FC Metz und später bei Stade Rennais aktiv war. Mit dem WAC stand „der Breslauer“ im November 1931 im Finale um den Mitropa-Cup, mit dem DSV Saaz wurde er zweimal deutschböhmischer Meister, dem CS Metz war 1935 der Aufstieg in die Division 1 gelungen. Mit dem neuen Erstdivisionär belegte Hanke 1935/36 den 11. Platz und hatte in 27 Punktspielen sieben Treffer erzielt. An der Seite des österreichischen Nationalspielers Matthias Kaburek belegte er 1936/37 mit dem jetzt als FC Metz geführten Verein den siebten Rang und wiederholte exakt dieselben Zahlen des Vorjahres.
1939 war seine Profizeit in Frankreich beendet, doch anders als lange Zeit angenommen, hatte er die Schuhe noch nicht an den Nagel gehängt. Laut Fachpresse war Hanke spätestens ab November desselben Jahres (wieder) bei der NSTG Saaz, wie sein Ex-Verein jetzt hieß. Knapp drei Jahre später war er immer noch oder erneut dort. Wenig später debütierte er mit drei Toren in einem Freundschaftsspiel für Hamborn 07, dessen Trikot er auch in der Gauliga noch mindestens bis März 1943 trug. In der Saison 1946/47 ist er Trainer des ESV Ingolstadt.

## Walter, Richard oder Josef?
Aus unbekanntem Grund erschien Hanke in verschiedenen Quellen zeitweise mit dem Vornamen Richard. Hanke selbst hat auf der hier angezeigten Autogrammkarte (Privatbesitz) mit „Walter Hanke“ unterschrieben. Auch im Familien- und Freundeskreis war er nur unter dem Vornamen „Walter“ bekannt. Verwechselt wird er gelegentlich mit dem österreichischen Fußballer Josef Hanke, ehemals 1st Vienna FC, der ebenfalls in den 1930er Jahren in Frankreich spielte. Dieser kehrte 1938 aus Roubaix nach Wien zurück.